# Valiña (Toral de los Vados)
Valiña es una localidad del municipio leonés de Toral de los Vados, en la Comunidad Autónoma de Castilla y León. 
La iglesia está dedicada a Santa Inés.

## Localidades limítrofes
Confina con las siguientes localidades:
- Al norte con Requejo.
- Al sureste con Campañana y Lago de Carucedo.
- Al suroeste con La Barosa.
- Al oeste con Friera y El Carril.

## Demografía
Evolución de la población
| Gráfica de evolución demográfica de Valiña entre 2000 y 2017       |
|                                                                    |
| Población de derecho (2000-2017) según el padrón municipal del INE |